# Вьёвка
Вьёвка — река в России, протекает в Киреевском районе Тульской области. Левый приток реки Шат.
Площадь водосборного бассейна — 23,1 км².

## География
Река Вьёвка берёт начало южнее города Болохово. Течёт на север. Устье реки находится неподалёку от станции Присады в 8 км по левому берегу реки Шат. Длина реки составляет 6,8 км.

## Данные водного реестра
По данным государственного водного реестра России относится к Окскому бассейновому округу, водохозяйственный участок реки — Упа от истока и до устья, речной подбассейн реки — Бассейны притоков Оки до впадения Мокши. Речной бассейн реки — Ока.
Код объекта в государственном водном реестре — 09010100312110000019076.